# Leucocoryne ungulifera
Leucocoryne ungulifera är en amaryllisväxtart som beskrevs av Pierfelice Ravenna. Leucocoryne ungulifera ingår i släktet Leucocoryne och familjen amaryllisväxter. Inga underarter finns listade i Catalogue of Life.